# Zooteràpia

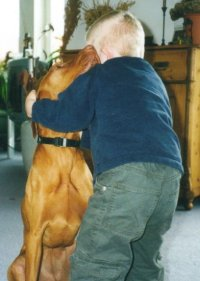
Els gossos són comuns en la teràpia assistida amb animals

La zooteràpia o teràpia assistida amb animals (TAA), en anglès Animal-assisted therapy (AAT), és una activitat on la missió és seleccionar, entrenar i certificar animals, amb la finalitat que actuïn com a suport en tractaments i teràpies per a pacients de totes les edats, amb malalties que els debiliten i els afecten en el pla social, emocional i cognitiu. No hi ha base científica per al tractament de l'autisme o malalties mentals.
L'ús de mascotes com a ajudants de teràpies convencionals es remunta a 1792 a Anglaterra, on es va tractar malalts mentals. Posteriorment, el 1867, els animals de companyia intervenen en el tractament d'epilèptics a Alemanya. El 1944, la Creu Roja Americana organitza, al Centre per Convalescents de la Força Aèria de Nova York, el primer programa terapèutic de rehabilitació dels aviadors. Actualment, les espècies més utilitzades són gossos, gats, cavalls, aus, conills i dofins.